# 마르타 카롤리

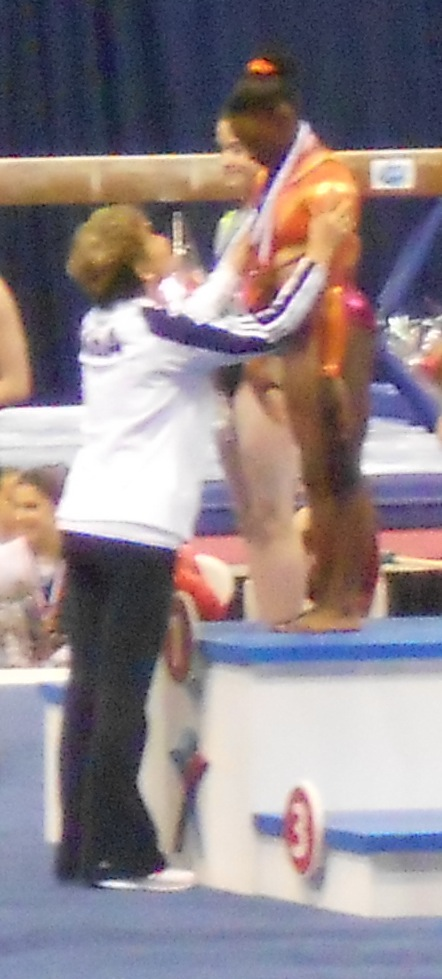
마르타 카롤리

마르타 카롤리(러시아어: Márta Károlyi, 1942년 8월 29일 ~ )는 루마니아-헝가리계 미국인 체조 코치이자 전 미국 체조 국가대표팀 코디네이터이다. 그녀와 그녀의 남편 벨라는 루마니아 트란실바니아 출신의 헝가리인으로, 나디아 코마네치를 포함한 루마니아에서 선수들을 훈련시킨 후 1981년에 미국으로 망명했다. 벨라와 마르타 카롤리는 올림픽 챔피언 9명, 세계 챔피언 15명, 유럽 메달리스트 16명, 그리고 코마네치, 메리 루 레턴, 베티 오키노, 케리 스트러그, 테오도라 웅구레아누, 피비 밀스, 킴 즈메스칼, 도미니크 모체아누 등 많은 미국 국가 챔피언을 훈련시켰다.